# Selección de fútbol de Noruega

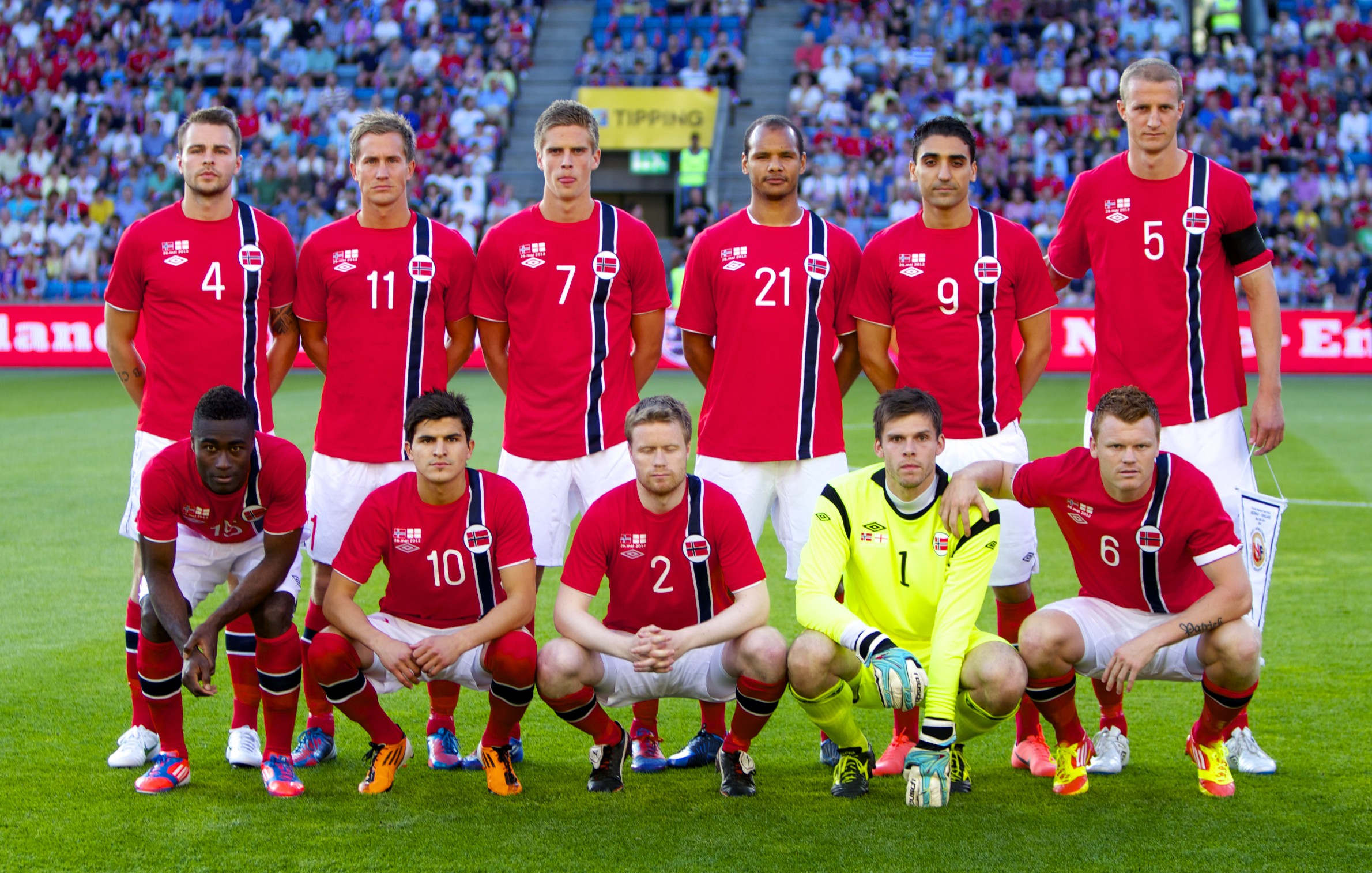
Selección noruega en un partido ante en mayo de 2012.

La selección de fútbol de Noruega (en noruego: Norges herrelandslag i fotball, comúnmente llamada Landslaget) es el equipo que representa a Noruega en los torneos oficiales, es controlada por la Federación Noruega de Fútbol, perteneciente a la UEFA y a la FIFA. El estadio de Noruega es el Ullevaal Stadion y su entrenador es Ståle Solbakken. En febrero de 2019, la FIFA los clasificó en el puesto 48. Noruega ha participado tres veces en la Copa del Mundo (1938, 1994 y 1998) y una vez en la Eurocopa (2000).
Noruega es, junto con Senegal, la única selección que permanece invicta en todos los partidos ante Brasil. En cuatro partidos, Noruega tiene un récord de 2 victorias y 2 empates, en tres partidos amistosos y un partido de la fase de grupos de la Copa del Mundo de 1998.

## Historia
Aunque la Federación Noruega de Fútbol se fundó en 1902, la selección nacional no disputó su primer partido hasta 1908, acudiendo invitada a Suecia para disputar el que también fue el debut internacional de la selección local, en un encuentro que terminó 11-3. Los partidos amistosos entre suecos y noruegos se sucederían anualmente durante más de una década.
El verano de 1912 la selección de Noruega hizo su debut en competición oficial, disputando los Juegos Olímpicos de Estocolmo, donde fue superada por 7-0 en la primera eliminatoria contra Dinamarca. De hecho, Noruega perdió sus primeros 27 partidos y la victoria no llegaría hasta 1918, diez años después de su debut. En el histórico partido, disputado en Oslo el 6 de junio de 1918, los noruegos se impusieron a Dinamarca por 3-1.
Pero el primer gran éxito de la selección Noruega se produjo en los Juegos Olímpicos de Amberes 1920, cuando en la primera eliminatoria derrotaron a la gran favorita, la selección de Reino Unido por 3-1, con dos goles su gran estrella del momento, Einar Gundersen. Sin embargo, los noruegos fueron eliminados en la siguiente ronda por Checoslovaquia.
El mayor éxito hasta la fecha de la selección de Noruega llegó en los Juegos Olímpicos de Berlín 1936. Noruega protagonizó uno de los momentos históricos del fútbol olímpico, eliminando a la selección anfitriona y gran favorita, Alemania, ante la atónita mirada en el palco de Adolf Hitler, quien nunca había presenciado antes un partido de fútbol. Tras unas reñidas semifinales contra Italia, Noruega era eliminada en la prórroga, por 2-1, por el equipo que luego sería campeón. Finalmente obtuvo la medalla de bronce derrotando a Polonia.
Dos años después, en 1938, Noruega debutaba en la fase final un Mundial. Se repetía la historia y nuevamente Italia, a la postre campeona, eliminaba a los noruegos, por 2-1, tras la prórroga.
Tras medio siglo sin apenas proyección internacional, la selección de Noruega resurgió en los años noventa para vivir una de las mejores etapas de su historia. Bajo la dirección de Egil Olsen, alcanzó el segundo puesto en el ranking mundial de la FIFA en octubre de 1993.
Noruega logró la clasificación para el Estados Unidos 1994 (el segundo de su historia), de manera brillante superando en la fase de clasificación nada menos que a la favorita Inglaterra, clasificando 1.ª de su grupo con empate 1-1 en Wembley y victoria 2-0 en Oslo, por delante del 2.º clasificado Holanda, los dos con 15 puntos. Ya en el mundial, venció a México 1-0 con gol de Kjetil Rekdal, luego Italia se cruzó en su camino venciéndolos 1-0, y finalmente empataron con Irlanda 0-0. Los cuatro equipos empataron en puntos (4) y en diferencia de goles (0), pero Noruega quedó último por menor cantidad de goles a favor, retirándose dignamente del Mundial.
Tras no lograr el pase a la Eurocopa de fútbol 1996, Noruega clasificó cómodamente para el Mundial 98. En dicho certamen, Noruega empató 2-2 con Marruecos y 1-1 con Escocia, pero luego vendría la mayor hazaña del fútbol noruego en su historia: logró un triunfo histórico por 2-1 ante Brasil con goles de Flo y Kjetil Rekdal. Luego de ir perdiendo a falta de 9 minutos para terminar el partido, logró una remontada épica que le permitió clasificar a la siguiente fase. En los octavos de final se encontraron con Italia, donde de nuevo los italianos fueron sus verdugos venciéndolos 1-0 como 4 años antes.
En el año 2000, Noruega consiguió su primera clasificación para una fase final de la Eurocopa. Emparejada en el grupo con España, Serbia y Eslovenia, una carambola de resultados en el último minuto permitió la clasificación de los españoles en detrimento de los noruegos.
En el año 2015, por la clasificación de la Eurocopa 2016, quedó emparejada ante Italia, Croacia, Bulgaria, Azerbaiyán y Malta. Esta vez quedó tercera con 19 puntos (ganó 6 encuentros, empató 1 y perdió 3), y eso le dio derecho a disputar un repechaje contra la selección de Hungría, que a la postre terminó clasificando al vencer en los dos juegos (0-1 en Oslo y 2-1 en Budapest).
El 10 de octubre de 2024 Erling Haaland se convierte en el máximo anotador histórico de la selección vikinga al conseguir un doblete ante Eslovenia, superando de esta forma la cifra goleadora establecida en 33 goles por Jorgen Juve por primera vez en 87 años.

## Uniforme
| 2022-presente | 2022-presente |

## Últimos partidos y próximos encuentros
Actualizado al último partido jugado el 9 de junio de 2025
| Fecha      | Ciudad    | Local      | Resultado | Visitante     | Competición                     |
| ---------- | --------- | ---------- | --------- | ------------- | ------------------------------- |
| 06-09-2024 | Alma Ata  | Kazajistán | 0:0       | Noruega       | Liga de Naciones UEFA 24/25     |
| 09-09-2024 | Oslo      | Noruega    | 2:1 (1:0) | Austria       | Liga de Naciones UEFA 24/25     |
| 10-10-2024 | Stavanger | Noruega    | 3:0 (1:0) | Eslovenia     | Liga de Naciones UEFA 24/25     |
| 13-10-2024 | Linz      | Austria    | 5:1 (1:1) | Noruega       | Liga de Naciones UEFA 24/25     |
| 14-11-2024 | Liubliana | Eslovenia  | 1:4 (1:2) | Noruega       | Liga de Naciones UEFA 24/25     |
| 17-11-2024 | Oslo      | Noruega    | 5:0 (3:0) | Kazajistán    | Liga de Naciones UEFA 24/25     |
| 22-03-2025 | Chisináu  | Moldavia   | 0:5 (0:4) | Noruega       | Clasificación Copa Mundial 2026 |
| 25-03-2025 | Debrecen  | Israel     | 2:4 (0:1) | Noruega       | Clasificación Copa Mundial 2026 |
| 06-06-2025 | Oslo      | Noruega    | 3:0 (3:0) | Italia        | Clasificación Copa Mundial 2026 |
| 09-06-2025 | Tallin    | Estonia    | 0:1 (0:0) | Noruega       | Clasificación Copa Mundial 2026 |
| 04-09-2025 | Oslo      | Noruega    | -:-       | Finlandia     | Partido amistoso                |
| 08-09-2025 | Oslo      | Noruega    | -:-       | Moldavia      | Clasificación Copa Mundial 2026 |
| 11-10-2025 | Oslo      | Noruega    | -:-       | Israel        | Clasificación Copa Mundial 2026 |
| 14-10-2025 | Oslo      | Noruega    | -:-       | Nueva Zelanda | Partido amistoso                |
| 13-11-2025 | Oslo      | Noruega    | -:-       | Estonia       | Clasificación Copa Mundial 2026 |
| 16-11-2025 | TBD       | Italia     | -:-       | Noruega       | Clasificación Copa Mundial 2026 |

## Estadísticas

### Copa Mundial de Fútbol
| Edición | Resultado        | Posición       | PJ             | PG             | PE             | PP             | GF             | GC             | Dif.           | Goleador                      |
| ------- | ---------------- | -------------- | -------------- | -------------- | -------------- | -------------- | -------------- | -------------- | -------------- | ----------------------------- |
| 1930    | No participó     | No participó   | No participó   | No participó   | No participó   | No participó   | No participó   | No participó   | No participó   | No participó                  |
| 1934    | No participó     | No participó   | No participó   | No participó   | No participó   | No participó   | No participó   | No participó   | No participó   | No participó                  |
| 1938    | Octavos de final | 12.º           | 1              | 0              | 0              | 1              | 1              | 2              | -1             | Arne Brustad: 1               |
| 1950    | No participó     | No participó   | No participó   | No participó   | No participó   | No participó   | No participó   | No participó   | No participó   | No participó                  |
| 1954    | No clasificó     | No clasificó   | No clasificó   | No clasificó   | No clasificó   | No clasificó   | No clasificó   | No clasificó   | No clasificó   | No clasificó                  |
| 1958    | No clasificó     | No clasificó   | No clasificó   | No clasificó   | No clasificó   | No clasificó   | No clasificó   | No clasificó   | No clasificó   | No clasificó                  |
| 1962    | No clasificó     | No clasificó   | No clasificó   | No clasificó   | No clasificó   | No clasificó   | No clasificó   | No clasificó   | No clasificó   | No clasificó                  |
| 1966    | No clasificó     | No clasificó   | No clasificó   | No clasificó   | No clasificó   | No clasificó   | No clasificó   | No clasificó   | No clasificó   | No clasificó                  |
| 1970    | No clasificó     | No clasificó   | No clasificó   | No clasificó   | No clasificó   | No clasificó   | No clasificó   | No clasificó   | No clasificó   | No clasificó                  |
| 1974    | No clasificó     | No clasificó   | No clasificó   | No clasificó   | No clasificó   | No clasificó   | No clasificó   | No clasificó   | No clasificó   | No clasificó                  |
| 1978    | No clasificó     | No clasificó   | No clasificó   | No clasificó   | No clasificó   | No clasificó   | No clasificó   | No clasificó   | No clasificó   | No clasificó                  |
| 1982    | No clasificó     | No clasificó   | No clasificó   | No clasificó   | No clasificó   | No clasificó   | No clasificó   | No clasificó   | No clasificó   | No clasificó                  |
| 1986    | No clasificó     | No clasificó   | No clasificó   | No clasificó   | No clasificó   | No clasificó   | No clasificó   | No clasificó   | No clasificó   | No clasificó                  |
| 1990    | No clasificó     | No clasificó   | No clasificó   | No clasificó   | No clasificó   | No clasificó   | No clasificó   | No clasificó   | No clasificó   | No clasificó                  |
| 1994    | Fase de grupos   | 17.º           | 3              | 1              | 1              | 1              | 1              | 1              | 0              | Kjetil Rekdal: 1              |
| 1998    | Octavos de final | 15.º           | 4              | 1              | 2              | 1              | 5              | 5              | 0              | Rekdal, Eggen, Flo y André: 1 |
| 2002    | No clasificó     | No clasificó   | No clasificó   | No clasificó   | No clasificó   | No clasificó   | No clasificó   | No clasificó   | No clasificó   | No clasificó                  |
| 2006    | No clasificó     | No clasificó   | No clasificó   | No clasificó   | No clasificó   | No clasificó   | No clasificó   | No clasificó   | No clasificó   | No clasificó                  |
| 2010    | No clasificó     | No clasificó   | No clasificó   | No clasificó   | No clasificó   | No clasificó   | No clasificó   | No clasificó   | No clasificó   | No clasificó                  |
| 2014    | No clasificó     | No clasificó   | No clasificó   | No clasificó   | No clasificó   | No clasificó   | No clasificó   | No clasificó   | No clasificó   | No clasificó                  |
| 2018    | No clasificó     | No clasificó   | No clasificó   | No clasificó   | No clasificó   | No clasificó   | No clasificó   | No clasificó   | No clasificó   | No clasificó                  |
| 2022    | No clasificó     | No clasificó   | No clasificó   | No clasificó   | No clasificó   | No clasificó   | No clasificó   | No clasificó   | No clasificó   | No clasificó                  |
| 2026    | Por disputarse   | Por disputarse | Por disputarse | Por disputarse | Por disputarse | Por disputarse | Por disputarse | Por disputarse | Por disputarse | Por disputarse                |
| 2030    | Por disputarse   | Por disputarse | Por disputarse | Por disputarse | Por disputarse | Por disputarse | Por disputarse | Por disputarse | Por disputarse | Por disputarse                |
| 2034    | Por disputarse   | Por disputarse | Por disputarse | Por disputarse | Por disputarse | Por disputarse | Por disputarse | Por disputarse | Por disputarse | Por disputarse                |
| Total   | 3/22             | 50.º           | 8              | 2              | 3              | 3              | 7              | 8              | -1             | Kjetil Rekdal: 2              |

### Juegos Olímpicos
| Edición                                                                                                  | Resultado                     | Posición                      | PJ                            | PG                            | PE                            | PP                            | GF                            | GC                            | Dif.                          | Goleador                      |
| --- | ----------------------------- | ----------------------------- | ----------------------------- | ----------------------------- | ----------------------------- | ----------------------------- | ----------------------------- | ----------------------------- | ----------------------------- | ----------------------------- |
| 1908 | No participó                  | No participó                  | No participó                  | No participó                  | No participó                  | No participó                  | No participó                  | No participó                  | No participó                  | No participó                  |
| 1912 | Cuartos de final              | 10.º                          | 1                             | 0                             | 0                             | 1                             | 0                             | 7                             | -7                            | -                             |
| 1920 | Cuartos de final              | 8.º                           | 2                             | 1                             | 0                             | 1                             | 3                             | 5                             | -2                            | Einar Gundersen: 2            |
| 1924 | No participó                  | No participó                  | No participó                  | No participó                  | No participó                  | No participó                  | No participó                  | No participó                  | No participó                  | No participó                  |
| 1928 | No participó                  | No participó                  | No participó                  | No participó                  | No participó                  | No participó                  | No participó                  | No participó                  | No participó                  | No participó                  |
| 1932 | No hubo competición de fútbol | No hubo competición de fútbol | No hubo competición de fútbol | No hubo competición de fútbol | No hubo competición de fútbol | No hubo competición de fútbol | No hubo competición de fútbol | No hubo competición de fútbol | No hubo competición de fútbol | No hubo competición de fútbol |
| 1936 | Tercer lugar                  | 3.º                           | 4                             | 3                             | 0                             | 1                             | 10                            | 4                             | 6                             | Arne Brustad: 5               |
| 1948 | No participó                  | No participó                  | No participó                  | No participó                  | No participó                  | No participó                  | No participó                  | No participó                  | No participó                  | No participó                  |
| Desde 1952 los Juegos Olímpicos los disputan selecciones amateurs, y a partir de 1992 selecciones sub-23 |                               |                               |                               |                               |                               |                               |                               |                               |                               |                               |
| Total | 3/7                           | -                             | 7                             | 4                             | 0                             | 3                             | 13                            | 16                            | -3                            | Arne Brustad: 5               |

### Eurocopa
| Edición | Resultado      | Posición       | PJ             | PG             | PE             | PP             | GF             | GC             | Dif.           | Goleador           |
| ------- | -------------- | -------------- | -------------- | -------------- | -------------- | -------------- | -------------- | -------------- | -------------- | ------------------ |
| 1960    | No clasificó   | No clasificó   | No clasificó   | No clasificó   | No clasificó   | No clasificó   | No clasificó   | No clasificó   | No clasificó   | No clasificó       |
| 1964    | No clasificó   | No clasificó   | No clasificó   | No clasificó   | No clasificó   | No clasificó   | No clasificó   | No clasificó   | No clasificó   | No clasificó       |
| 1968    | No clasificó   | No clasificó   | No clasificó   | No clasificó   | No clasificó   | No clasificó   | No clasificó   | No clasificó   | No clasificó   | No clasificó       |
| 1972    | No clasificó   | No clasificó   | No clasificó   | No clasificó   | No clasificó   | No clasificó   | No clasificó   | No clasificó   | No clasificó   | No clasificó       |
| 1976    | No clasificó   | No clasificó   | No clasificó   | No clasificó   | No clasificó   | No clasificó   | No clasificó   | No clasificó   | No clasificó   | No clasificó       |
| 1980    | No clasificó   | No clasificó   | No clasificó   | No clasificó   | No clasificó   | No clasificó   | No clasificó   | No clasificó   | No clasificó   | No clasificó       |
| 1984    | No clasificó   | No clasificó   | No clasificó   | No clasificó   | No clasificó   | No clasificó   | No clasificó   | No clasificó   | No clasificó   | No clasificó       |
| 1988    | No clasificó   | No clasificó   | No clasificó   | No clasificó   | No clasificó   | No clasificó   | No clasificó   | No clasificó   | No clasificó   | No clasificó       |
| 1992    | No clasificó   | No clasificó   | No clasificó   | No clasificó   | No clasificó   | No clasificó   | No clasificó   | No clasificó   | No clasificó   | No clasificó       |
| 1996    | No clasificó   | No clasificó   | No clasificó   | No clasificó   | No clasificó   | No clasificó   | No clasificó   | No clasificó   | No clasificó   | No clasificó       |
| 2000    | Fase de grupos | 9.º            | 3              | 1              | 1              | 1              | 1              | 1              | 0              | Steffen Iversen: 1 |
| 2004    | No clasificó   | No clasificó   | No clasificó   | No clasificó   | No clasificó   | No clasificó   | No clasificó   | No clasificó   | No clasificó   | No clasificó       |
| 2008    | No clasificó   | No clasificó   | No clasificó   | No clasificó   | No clasificó   | No clasificó   | No clasificó   | No clasificó   | No clasificó   | No clasificó       |
| 2012    | No clasificó   | No clasificó   | No clasificó   | No clasificó   | No clasificó   | No clasificó   | No clasificó   | No clasificó   | No clasificó   | No clasificó       |
| 2016    | No clasificó   | No clasificó   | No clasificó   | No clasificó   | No clasificó   | No clasificó   | No clasificó   | No clasificó   | No clasificó   | No clasificó       |
| 2020    | No clasificó   | No clasificó   | No clasificó   | No clasificó   | No clasificó   | No clasificó   | No clasificó   | No clasificó   | No clasificó   | No clasificó       |
| 2024    | No clasificó   | No clasificó   | No clasificó   | No clasificó   | No clasificó   | No clasificó   | No clasificó   | No clasificó   | No clasificó   | No clasificó       |
| 2028    | Por disputarse | Por disputarse | Por disputarse | Por disputarse | Por disputarse | Por disputarse | Por disputarse | Por disputarse | Por disputarse | Por disputarse     |
| 2032    | Por disputarse | Por disputarse | Por disputarse | Por disputarse | Por disputarse | Por disputarse | Por disputarse | Por disputarse | Por disputarse | Por disputarse     |
| Total   | 1/17           | 29.º           | 3              | 1              | 1              | 1              | 1              | 1              | 0              | Steffen Iversen: 1 |

### Liga de Naciones de la UEFA
| Año     | L     | G     | Ronda         | Posición | J  | G  | E | P | GF | GC | Dif. | Goleador             |
| ------- | ----- | ----- | ------------- | -------- | -- | -- | - | - | -- | -- | ---- | -------------------- |
| 2018-19 | C     | 3     | Primer lugar  | 26.º     | 6  | 4  | 1 | 1 | 7  | 2  | 5    | Johansen y Kamara: 2 |
| 2020-21 | B     | 1     | Segundo lugar | 22.º     | 6  | 3  | 1 | 2 | 12 | 7  | 5    | Erling Haaland: 6    |
| 2022-23 | B     | 4     | Segundo lugar | 24.º     | 6  | 3  | 1 | 2 | 7  | 7  | 0    | Erling Haaland: 6    |
| Total   | Total | Total | 3/3           | 21.º     | 18 | 10 | 3 | 5 | 26 | 16 | 10   | Erling Haaland: 12   |

## Jugadores

### Última convocatoria
Lista de jugadores para los partidos ante Moldavia e Israel de marzo de 2025.
| No. | Pos. | Jugador                  | Fecha de nacimiento (edad)         | Apa. | Goles | Club                 |
| --- | ---- | ------------------------ | ---------------------------------- | ---- | ----- | -------------------- |
| 1   | POR  | Ørjan Nyland             | 10 de septiembre de 1990 (34 años) | 60   | 0     | Sevilla              |
| 12  | POR  | Mathias Dyngeland        | 7 de octubre de 1995 (29 años)     | 1    | 0     | Brann                |
| 13  | POR  | Egil Selvik              | 30 de julio de 1997 (27 años)      | 4    | 0     | Watford              |
|     |      |                          |                                    |      |       |                      |
| 2   | DEF  | Stian Rode Gregersen     | 17 de mayo de 1995 (30 años)       | 11   | 0     | Atlanta United       |
| 3   | DEF  | Kristoffer Ajer          | 17 de abril de 1998 (27 años)      | 41   | 2     | Brentford            |
| 4   | DEF  | Sondre Langås            | 2 de febrero de 2001 (24 años)     | 2    | 0     | Derby County         |
| 5   | DEF  | David Møller Wolfe       | 23 de abril de 2002 (23 años)      | 10   | 1     | AZ Alkmaar           |
| 14  | DEF  | Julian Ryerson           | 17 de noviembre de 1997 (27 años)  | 32   | 1     | Borussia Dortmund    |
| 16  | DEF  | Marcus Holmgren Pedersen | 16 de julio de 2000 (24 años)      | 28   | 0     | Torino               |
| 17  | DEF  | Torbjørn Heggem          | 12 de enero de 1999 (26 años)      | 5    | 0     | West Bromwich Albion |
| 21  | DEF  | Andreas Hanche-Olsen     | 17 de enero de 1997 (28 años)      | 21   | 0     | Mainz 05             |
|     | DEF  | Leo Skiri Østigård       | 28 de noviembre de 1999 (25 años)  | 29   | 1     | Hoffenheim           |
|     |      |                          |                                    |      |       |                      |
| 6   | MED  | Patrick Berg             | 24 de noviembre de 1997 (27 años)  | 32   | 0     | Bodø/Glimt           |
| 8   | MED  | Sander Berge             | 14 de febrero de 1998 (27 años)    | 54   | 1     | Fulham               |
| 10  | MED  | Martin Ødegaard          | 17 de diciembre de 1998 (26 años)  | 63   | 3     | Arsenal              |
| 15  | MED  | Jens Petter Hauge        | 12 de octubre de 1999 (25 años)    | 13   | 1     | Bodø/Glimt           |
| 18  | MED  | Thelo Aasgaard           | 2 de mayo de 2002 (23 años)        | 1    | 1     | Luton Town           |
| 19  | MED  | Aron Dønnum              | 20 de abril de 1998 (27 años)      | 13   | 2     | Toulouse             |
| 20  | MED  | Andreas Schjelderup      | 1 de junio de 2004 (21 años)       | 3    | 0     | Benfica              |
| 22  | MED  | Felix Horn Myhre         | 4 de marzo de 1999 (26 años)       | 3    | 1     | Brann                |
| 23  | MED  | Lasse Berg Johnsen       | 18 de julio de 1999 (25 años)      | 2    | 0     | Malmö FF             |
|     |      |                          |                                    |      |       |                      |
| 7   | DEL  | Alexander Sørloth        | 5 de diciembre de 1995 (29 años)   | 61   | 23    | Atlético de Madrid   |
| 9   | DEL  | Erling Haaland           | 21 de julio de 2000 (24 años)      | 41   | 40    | Manchester City      |
| 11  | DEL  | Erik Botheim             | 10 de enero de 2000 (25 años)      | 2    | 0     | Malmö FF             |

### Mayores participaciones

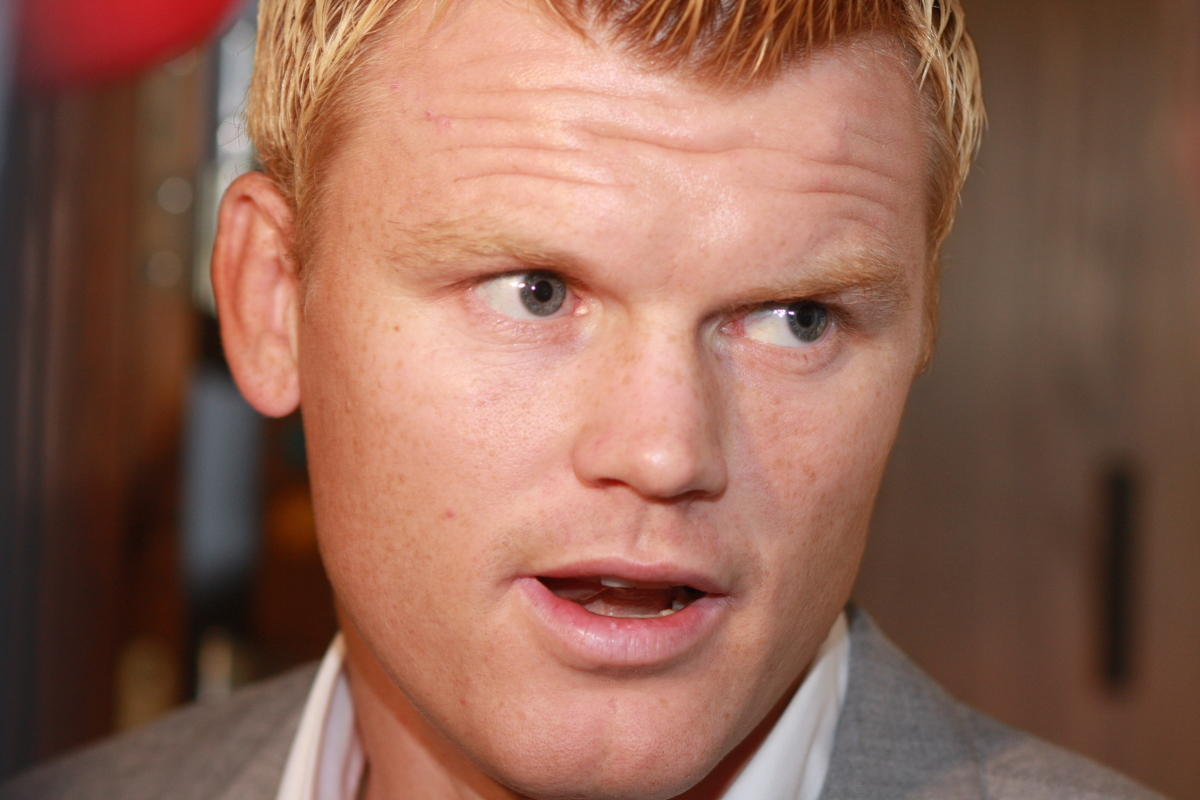
John Arne Riise es el jugador con más partidos en la historia de Noruega con 110 partidos internacionales.

| #  | Jugador               | Periodo   | Partidos | Goles |
| -- | --------------------- | --------- | -------- | ----- |
| 1  | John Arne Riise       | 2000-2013 | 110      | 16    |
| 2  | Thorbjørn Svenssen    | 1947-1962 | 104      | 0     |
| 3  | Henning Berg          | 1992-2004 | 100      | 9     |
| 4  | Erik Thorstvedt       | 1982-1996 | 97       | 0     |
| 5  | John Carew            | 1998-2011 | 91       | 24    |
| 5  | Brede Hangeland       | 2002-2014 | 91       | 4     |
| 7  | Øyvind Leonhardsen    | 1990-2003 | 86       | 19    |
| 8  | Kjetil Rekdal         | 1987-2000 | 83       | 17    |
| 8  | Morten Gamst Pedersen | 2004-2014 | 83       | 17    |
| 10 | Steffen Iversen       | 1998-2011 | 79       | 21    |

### Máximos goleadores

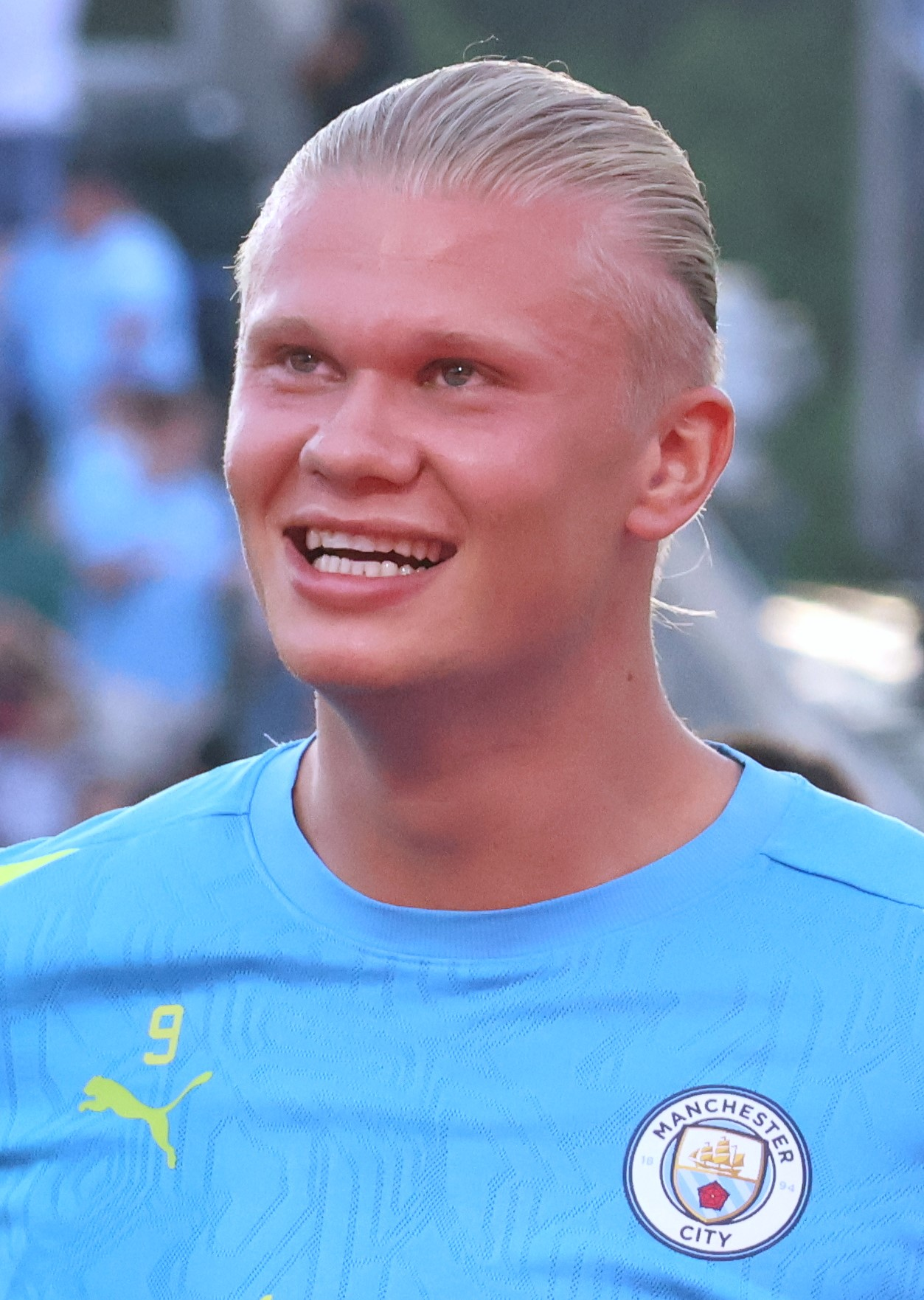
Erling Haaland es el máximo goleador de Noruega con 43 goles.

| #  | Jugador             | Período   | Partidos | Goles | Promedio |
| -- | ------------------- | --------- | -------- | ----- | -------- |
| 1  | Erling Haaland      | 2019-Act. | 43       | 42    | 0.98     |
| 2  | Jørgen Juve         | 1928-1937 | 45       | 33    | 0.73     |
| 3  | Einar Gundersen     | 1917-1928 | 33       | 26    | 0.79     |
| 4  | Harald Hennum       | 1949-1960 | 43       | 25    | 0.58     |
| 5  | John Carew          | 1998-2011 | 91       | 24    | 0.26     |
| 6  | Alexander Sørloth   | 2016-Act  | 61       | 23    | 0.38     |
| 7  | Ole Gunnar Solskjær | 1995-2007 | 67       | 23    | 0.34     |
| 8  | Tore André Flo      | 1995-2004 | 76       | 23    | 0.3      |
| 9  | Gunnar Thoresen     | 1946-1959 | 64       | 22    | 0.34     |
| 10 | Steffen Iversen     | 1998-2011 | 79       | 21    | 0.27     |

## Seleccionadores
| Nombre                                   | Período   |
| ---------------------------------------- | --------- |
| Willibald Hahn                           | 1953-1955 |
| Ron Lewin                                | 1956-1957 |
| Edmund Majowsky                          | 1958      |
| Ragnar Nikolai Larsen                    | 1958      |
| Kristian Henriksen                       | 1959      |
| Wilhelm Kment                            | 1960-1962 |
| Ragnar Nikolai Larsen                    | 1962-1966 |
| Wilhelm Kment                            | 1967-1969 |
| Øivind Johannessen                       | 1970-1971 |
| George Curtis                            | 1972-1974 |
| Kjell Schou-Andreassen y Nils Arne Eggen | 1975-1977 |
| Tor Røste Fossen                         | 1978-1987 |
| Tord Grip                                | 1987-1988 |
| Ingvar Stadheim                          | 1988-1990 |
| Egil Olsen                               | 1990-1998 |
| Nils Johan Semb                          | 1998-2003 |
| Åge Hareide                              | 2004-2008 |
| Egil Olsen                               | 2009-2013 |
| Per-Mathias Høgmo                        | 2013-2016 |
| Lars Lagerbäck                           | 2017-2020 |
| Ståle Solbakken                          | 2020-     |

## Palmarés

### Selección mayor

#### Torneos amistosos
- Campeonato Nórdico de fútbol (1): 1929-32.
- Copa Carlsberg (2): 2001 y 2004.[7]